# Saint-Aignan-le-Jaillard
Saint-Aignan-le-Jaillard – miejscowość i gmina we Francji, w Regionie Centralnym, w departamencie Loiret.
Według danych na rok 1990 gminę zamieszkiwało 576 osób, a gęstość zaludnienia wynosiła 24 osoby/km² (wśród 1842 gmin Regionu Centralnego Saint-Aignan-le-Jaillard plasuje się na 622. miejscu pod względem liczby ludności, natomiast pod względem powierzchni na miejscu 526.).